# Твин Лејкс (Калифорнија)
Твин Лејкс (енгл. Twin Lakes) насељено је место без административног статуса у америчкој савезној држави Калифорнија.

## Демографија
По попису из 2010. године број становника је 4.917, што је 616 (-11,1%) становника мање него 2000. године.
| Група             | 2000.         | 2010.         |
| Белци             | 3.893 (70,4%) | 3.421 (69,6%) |
| Афроамериканци    | 50 (0,9%)     | 70 (1,4%)     |
| Азијати           | 127 (2,3%)    | 126 (2,6%)    |
| Хиспаноамериканци | 1.247 (22,5%) | 1.109 (22,6%) |
| Укупно            | 5.533         | 4.917         |